# パタポン
『パタポン』 (PATAPON) は、ソニー・コンピュータエンタテインメントジャパン（のちのソニー・インタラクティブエンタテインメント）より発売されたゲームソフト。
目玉のようなキャラクター「パタポン」に太鼓のリズムに合わせて指示を送り操作するシミュレーションと音楽ゲームの要素を融合させたゲーム。キャラクターはフランス人アーティストRolitoがデザインした。
本項では続編の『パタポン2 ドンチャカ♪』『パタポン3』についても記述する。

## シリーズ一覧
- パタポン
  - 2007年12月20日にPlayStation Portableで発売された第1作目。2017年9月21日にPlayStation 4版が発売された。
- パタポン2 ドンチャカ♪
  - 2008年11月27日にPSPで発売された第2作目。2020年1月31日にPlayStation 4版が発売された。
- パタポン3
  - 2011年4月28日にPSPで発売された第3作目。2025年2月17日にPS5とPS4に移植された。
- パタポン1+2 リプレイ
  - 2025年7月10日にPS5とSwitchで発売。11日にSteamで発売。第1作目と第2作目のリマスター版。3段階の難易度調整や、入力タイミングの調整機能、太鼓のコマンドの常時表示機能等のサポート機能が追加されている。シリーズではじめてプレイステーション以外の据え置き機でも発売される。バンダイナムコエンターテインメントから発売。SAS開発。

## システム
ゲーム中で使うボタンは○□△×の4つのみで、十字ボタンはカメラの左右移動に使われる。
ボタンのそれぞれはパタポンのカミ様(プレイヤー)が持つ太鼓であり、「ポン」(○)、「パタ」(□)、「チャカ」(△)、「ドン」(×)の音が配置される。
4拍子の異なる音の組み合わせ（＝リズム）が1つのコマンドになる。基本となるリズムは「進め」「攻撃」「守れ」の3つだが、ステージを進めるごとにこのコマンド（リズム）は増える。
また、使用ボタンもゲーム進行で新たな太鼓を入手して増やすため、ゲーム開始直後は○のみ(3は□以外の三つ)。
10回ある程度正しいリズムで叩くとFEVER（フィーバー）状態となり、奇跡の唄のリズムをコマンド入力することで「ミラクル」を起こすことが可能になる。10回叩かなくても、リズムを正確にたたくと2回でもFEVERさせる事が出来る。

### 唄(コマンド)
パタパタの唄：パタ・パタ・パタ・ポン（□□□○)
パタポンを進軍させる。
ポンポンの唄：ポン・ポン・パタ・ポン（○○□○）
パタポンに攻撃を行わせる。
チャカチャカの唄：チャカ・チャカ・パタ・ポン（△△□○）
パタポンに防御を行わせる。
ポンパタの唄：ポン・パタ・ポン・パタ（○□○□）
パタポンに攻撃から逃げる。
ポンチャカの唄：ポン・ポン・チャカ・チャカ（○○△△）
パタポンが力を溜める。
ドンドンの唄：ドン・ドン・チャカ・チャカ（××△△）
2より登場。パタポンがジャンプし、攻撃を回避する。
ドンチャカの唄：パタ・ポン・ドン・チャカ（□○×△）
2より登場。パタポン達が騒ぐ。騒ぐとすべての状態異常を治すことができる。
パタポンの唄：パタ・ポン・パタ・ポン(□○□○)
3より登場。パタポンが一時停止する。ポーズ機能であり、ポーズを解くと自動的に防御する。シングルプレイ専用コマンド。
チャカパタの唄(下がれ)：チャカ・パタ・チャカ・パタ(△□△□)
3より登場。パタポンが一歩下がる。マルチプレイ専用コマンド。
ミラクル（2）ショカーン（3）：ドン・ドドン・ドドン（×・××・××）

### ミラクル
ミラクルとは太古の神に奇跡の踊りを捧げ、様々な奇跡を起こすパタポンの特殊技である。
ミラクル発動には事前にゲーム中で入手したミラクルを装備していなくてはならない。また、ミラクルを発動させるにはミラクル発動のコマンド「ドン・ドドン・ドドン」の後に発生するパタポンたちの歌に合わせて改めて太鼓をたたかなくてはならない。このコマンド内容は装備しているミラクルによって異なる。また、基本的にミラクルは直接的に害を与える効果は無く、フィールドの状況を強制的に変化させる効果となっている。たとえば風向きを追い風にすれば敵の投擲武器が当りにくくなり、味方の攻撃がより遠くにまで及ぶようになる。但し「地震のミラクル」のみ、敵だけにノックバック・よろめきの効果を与える。

### ミラクルの種類
雨のミラクル
大地に雨を降らせるミラクル。霧や砂嵐を晴らしたり、熱砂のダメージを無効化。着火状態を解除しやすくする。掛け声は「コイーヨザーザザー」。
追い風のミラクル
追い風を吹かせるミラクル。ゆみ、めがポンの攻撃の射程距離を大きくする。掛け声は「ビュンビュビュンコイヤー」。
嵐のミラクル
激しい嵐を起こさせるミラクル。雨と追い風の２つのミラクルの効果を持つが、雷が発生し、敵味方関係なくダメージを与える。掛け声は「ピカゴロリンクルクルー」。
地震のミラクル
地震を起こすミラクル。敵のよろめき、ノックバック発生率を高くする。掛け声は「カミカミナマズンガー」。
吹雪のミラクル
2から登場。猛吹雪を起こすミラクル。吹雪を吹かせる事で霧や砂嵐を晴らすが、敵味方関係なく凍結しやすくなる。また、センチュラ系のボスに使っても効果は無い。掛け声は「フリフリフッキアーレー」。
攻めのミラクル
2から登場。パタポンの攻撃力を大幅に上昇させるミラクル。掛け声は「ゴーリッキショーラーイ」。
守りのミラクル
2から登場。パタポンの防御力を大幅に上昇させるミラクル。掛け声は「シュビビンガチガッチ」。

### ショカーン
「3」から登場したミラクルに代わる特殊技。古代の神を召喚し、古代の神とセッションして攻撃する。
発動条件は入手したショカーン神のお経を装備し、フィーバー中に現れるフィーバー虫をコマンドを入れることでショカナジーが溜まり黄金に輝かせ、ドン・ドドン・ドドンのコマンドを入力する。種類はやり神、たて神、そら神、やま神、超やり神、超たて神、超そら神、超やま神の8種類。ショカナジーは、ドンチャカの歌（パタ・ポン・ドン・チャカ）で早くたまる。また、ショカーン神とのセッションが上手くいくと、ショカーン神がパワーアップし、強いダメージを与えられる。
ショカーンが発動すると一度死んだ仲間が半分のHPの状態で復活できる。

### ショカーンの種類
やり神の経
やり神を呼び出す経。安定した攻撃を敵に放つ。
超やり神の経
やり神の上位神を呼び出す経。やり神よりも火力が上昇した攻撃を敵に放つ。
たて神の経
たて神を呼び出す経。ノックバック効果のある巨大な盾でじわじわと追い詰めていく。
超たて神の経
たて神の上位神を呼び出す経。盾から要塞に変化し、攻撃力も上昇している。
そら神の長
そら神を呼び出す経。天候を嵐に変え、無差別に落雷を落とす。
超そら神の経
そら神の上位神を呼び出す経。
やま神の経
やま神を呼び出す経。無差別にダメージのある火山弾や、転倒を起こす地震を発生させる。
超やま神の経
やま神の上位神を呼び出す経。やま神よりも威力が上昇し、盾でも防げないほどの天変地異が起きる。

## パタポン

### 1,2の設定
黒塗り一つ目の謎の生物。ゲーム開始当初、パタポンという種族はほぼ壊滅状態にあり、ほとんどの兵士とかつての英雄たちはみな死に絶えしまっていた。神様（プレイヤー）の太鼓によって息を吹き返したパタポンたちの望みは、未だ見ぬ伝説に残された「セカイの果て」とそこにあるという「それ」をその目で見ること。その願いをかなえてくれる神様を絶対信仰しており、神の太鼓に合わせて進み、戦い、踊りながら旅を進める。しかし彼らとどこか似た種族「ジゴトン」が、パタポンたちの行為を世界を破滅させることだとして行く手を阻む。「セカイの果て」にある「それ」とは何なのか、すべては謎に包まれている。
「パタポン」には様々な種類があり、種類によって役割が異なる。パタポンは、「肉」「木材」「鉱石」「野菜」「合金」の素材を2つを生命の木マテールに合成することで誕生し、よりレアな素材同士を合成することにより、10つあるランク中の高いランク強いパタポンが誕生する。
クエストで力尽き、死んでしまっても、倒された際に出てくるキャップを回収し、新しいパタポンを生み出すのと同じようにマテールに埋めることで復活させることが可能。ただ、キャップは一定時間経つと消滅してしまうので、急いで回収する必要がある。

### クラス
はたポン
リーダー的存在のパタポン。部隊の陣頭指揮を執り、彼が死んでしまうと自動的にゲームオーバーとなる。3では盾クラスのヒーローとチンがいる限りは一切の攻撃を受けなくなった。
やりポン
槍を持っており、ジャンプして槍を投げて高いところや少し離れた敵の攻撃を担当する。移動速度が若干遅め。1、2におけるトン・チン・カンのクラス。
たてポン
剣と盾を持ち、主に前衛を担当する。フィーバー中は盾を構えながら進軍するので、防御力が上がる。
ゆみポン
弓と矢を持っている。射程距離はパタポン中一番長いが風の影響を受けやすい。
きばポン
動きがすばやく高い突進力を持つ騎馬のパタポン。一気に敵陣深くまで突入しての攻撃が可能。馬の匂いで他のモンスターに気づかれやすくなるため狩りには不向き。
でかポン
動きや攻撃速度は遅いが攻撃力がパタポン中一番。ハンマーや棍棒といった武器を使用できる。
めがポン
角笛から音弾を出し攻撃する一風変わったパタポン。フィーバー時には貫通する音弾を発射し敵を殲滅する。また長身なところも特徴で、口のようなものがある。
まほポン
「2」から追加されたクラス。その名の通り魔法を使った攻撃を得意としている。杖によって魔法が変化する。
ろぼポン
「2」から追加されたクラス。他のパタポンよりも大きい機械の腕を持ち、豪腕を使った物理攻撃を得意としている。頑丈なので障害物を破壊するのに重宝する。
とりポン
「2」から追加されたクラス。文字通り、鳥に乗ったパタポンでやりポンの攻撃力ときばポンの機動性を兼ね備えている。飛んでいるので地上の攻撃を受ける事はないが、氷結や眠りになると地面に落ちてしまう。
ヒーローパタポン
「2」から追加されたクラスで、ヒーローパタポンだけがこのクラスに属する。すべてのパタポンのクラス、レアポンに姿を変更することができ、彼にしか使えないヒーロー技を使用することが出来る。また、クエストで死んでしまって数分経つと復活することができる。
また、上記以外にもレアポンという16種類のパタポンが存在しており、普通のパタポンとは違う力を持っている。ゲームの進行により入手できる素材がふえることで作成できる種類も増えていく。
パタポンに持たせる武器は、敵を倒したりミニゲームをクリアすることで入手する。

### 3からの設定
パタポン達は、世界の果てを目指す途中、「呪いの大地」という荒地にたどりつく。そこでパタポン族は巨大な壁(邪悪の箱)に突き当たり、それを破壊し始める。
“壁”が邪悪の箱だと判明し、女王メデンが箱の破壊を止めに来るが、箱は破壊され、7匹の"邪悪"が出てきて、パタポン族は皆石化してしまった。箱から出てきたほしポンの先祖、シルバーほしポンは、「2」のヒーロー(主人公)と、トン、チン、カンの三匹を聖なる灰で復活させる。そして、邪悪にマスクを渡され記憶を失った七匹の"ダークヒーロー"との戦いに挑む。
「3」からはヒーローパタポンとはたポン、トン、チン、カンの3人を合わせた5人でストーリーを進める。
それぞれクラスに分かれており、レベルアップでクラスを増やしていく。
ヒーローは最初に選んだクラスしか使えないが、一定ののレベルへ到達すると選んでいなかった2つのクラスが解禁される。

### クラス
「3」では前作、前々作と違い、レベル制でクラスを増やす仕組みになっている。フィーバー時にはヒーロー技を使えるようになっている(ヒーローのみ)。各クラスで、レベルが一定を超えると、マスクのデザインが派手になっていく。

#### 槍系クラス
槍の勇者ヤリーダの英霊の魂を受けたパタポンが属するクラス。
大ダメージを与えるなら命を捨てるのもいとわないダメージ馬鹿。全体的に攻防のバランスが優れ、初心者でも扱いやすいが、攻撃力以外のステータスが成長しにくい。
ヤリーダ
槍系の基本クラス。槍を投げて攻撃する。ヒーロー技は周りにもダメージを与える槍を投げる「ヤバヤーリ」。
盾系と弓系のクラスはLv15で開放される。
キバッダ
ヤリーダをLv3に成長させると開放。騎馬に乗り、槍を構えて敵陣に突っ込んでいく。ヒーロー技はオーラを纏い猛スピードで敵に突っ込む「スゲトッシン」。モチーフは騎馬。
パイケロン
ヤリーダをLv5に成長させると開放。盾を装備できる盾槍戦士。ヒーロー技は座禅を組んでまじないをかけ、仲間全体の攻撃力を上げる「ガマンガーマ」。モチーフは蛙。
カノッサルタン
ヤリーダをLv7まで成長させると開放。戦車に乗り、戦斧を振り回すヒーロー。ヒーロー技は戦斧を敵に叩きつけて敵をダウンさせ、車輪を高速で回転させて敵を怯ませる「ニオーザン」。モチーフは鹿。
ピョコライダ
キバッタをLv8まで成長させると開放。瞬馬に乗れる唯一のヒーロー。ヒーロー技はオーラ召喚して攻撃する「ミラージョン」。モチーフは兎。
ウォーヤリ
ヤリーダとパイケロンをLv9に成長させると開放。長槍を装備できる長槍戦士。ヒーロー技は炎を纏った長槍を高速回転させて攻撃する「レッカーシャ」。モチーフは魚。
チャリバッサ
ヤリーダをLv12、ピョコライダとカノッサルタンをLv10に成長させると開放。近くの相手には戦車で突進し、少し遠くの相手には武器を投げるヒーロー。ヒーロー技はオーラを纏った槍を放ち、戦車で敵をなぎ倒す「ザックラバラン」。モチーフは鳥。

#### 盾系クラス
盾の勇者タテラーゼの英霊の魂を受けたパタポンが属するクラス。
仲間の守るためなら、その身を捧げてまで守り抜く縁の下の力持ち。防御に優れ、チームのタンクとして重宝する。常に前線を張っており、このクラスが倒されない限りは、はたポンがダメージを受けることはない。
タテラーゼ
盾系の基本クラス。剣や刀で攻撃し、フィーバー時は盾を構えて移動。ヒーロー技は見えないバリアを張って、仲間を守る「ムテッペキ」。
槍系と弓系のクラスはLv15で解禁される。
トンテンガ
タテラーゼをLv3に成長させると開放。巨体を防具でガッチリ固めて戦場に行く巨戦士。ヒーロー技はジャイアントスイングの要領で武器を振り回して攻撃する「ジャイアンデス」。モチーフは豚。
デストロボ
タテラーゼをLv5に成長させると開放。拠点破壊に優れた腕を装備できる破壊闘士。ヒーロー技は両腕を振り回しながら乱打する「ダダッコンボ」。モチーフはロボ。
ガーディラ
タテラーゼをLv7に成長させると開放。大盾を装備できる大盾剣士。ヒーロー技は盾の壁を呼び出してあらゆる攻撃を無効化する「デカイドーン」。モチーフは羊。
ミャムサー
トンテンガとデストロボをLv8に成長させると開放。暗器を装備できる二刀流の暗殺士。ヒーロー技は敵の動きを封じて敵を切り裂く「ドトンシャドー」。盾を持つ敵には高い効果を発揮する。モチーフは猫。
バウムンク
タテラーゼとガーディラをLv10に成長させると開放。味方が有利になるように自然を変えるエコに目覚めた自然闘士。ヒーロー技は癒しの木を呼び出して、チーム全体を回復させる「ナンナノコノキ」。モチーフは大樹。
グレンブルル
タテラーゼとトンテンガをLv12に成長させると開放。大剣を装備できる力強いヒーロー。盾系では珍しく攻撃に特化している。ヒーロー技は高くジャンプし大剣を振り下ろす「ギョロッチン」。モチーフは牛。

#### 弓系クラス
弓の勇者ユミヤッチャの英霊の魂を受けたパタポンが属するクラス。
戦局を支配するためなら、手に血が吹こうとも矢を射続けるサポート役。全体的に援護や回復など支援効果に特化したクラス。そのぶん攻撃力も体力も低く、打たれ弱いのが欠点。
ユミヤッチャ
弓系の基本クラス。 弓で攻撃する。ヒーロー技は風向きに左右されない弓を打ちまくる「メテオアロー」。
盾系と槍系のクラスはLv15で開放される。
ワンダパラッパ
ユミヤッチャをLv3に成長させると開放。音玉をばらまく轟音詩人。ヒーロー技は一度に3発の音波を連続で出して広範囲にダメージを与える「ムチャラパパ」。モチーフは犬。
ピングレック
ユミヤッチャをLv5に成長させると開放。氷を操るヒーラーの白魔術師。ヒーロー技は氷の塔を生み出し、仲間をじわじわと癒す「チューシャトー」。モチーフはペンギン。
アロッソン
ユミヤッチャをLv7に成長させると開放。長弓を装備できる弓速射手。育てていくと弓を射るスピードが速くなる。ヒーロー技は目にも留まらぬ速さで矢を射続ける「アロアロアロー」。モチーフはハリネズミ。
ウッホロック
アロッソンとピングレッグをLv8まで成長させると開放。装備する杖でクラススキルが変わる孤高の黒魔術師。使えば使うほど魔法の威力は強くなっていく。ヒーロー技は無数のメテオを連続で降らす「ヤメテオン」。モチーフは猿。
ジャムッシュ
ワンダパラッパとウッホロックをLv10まで成長させると開放。胞子をばらまく凶音詩人。ヒーロー技は猛毒の胞子を上空にばらまく「スッポアズン」。モチーフは茸。
キャノギャバン
ユミヤッチャとアロッソンをLv12に成長させると開放。身の丈よりも大きい大砲を装備できる大砲術師。ヒーロー技は武器によって変化し、強力な砲撃を放つ「ブッパナッソ」。モチーフは竜。

## モンスター
「1」「2」では狩りミッションで素材を手に入れることが出来るモンスター。「3」では様々なクエストで出現し、パタポン達の進行を邪魔してくる。

### 1から登場
カーチク
イノシシのような姿をしたモンスター。あまり強くなく、パタポンの攻撃を受けるとゆっくりと逃げていく。また、ステージごとに違う模様の個体がいる。
ガンチク
カーチクに擬態しているカタツムリのモンスター。攻撃はしてこず、ゆっくりと移動する。
パーチク
カーチクに擬態しているカニのモンスター。動きがそそっかしく、ハサミや泡で攻撃をしてくる
ピーチク
カーチクに擬態している巨大な顔面を持つ鳥のモンスター。ほしポンを飲み込んでいた。
プーチク
カーチクに擬態しているカブトムシのモンスター。ツノを使った攻撃が得意。
モッチチ
丸い体の鳥のモンスター。普段は体を丸めて眠っているが、パタポンに気づくとすぐに逃走をしてしまう。黄金に輝くモッチッチィや、桃色のモモッチなどが亜種に存在する。「3」ではクチバシから３つの球を吐いて攻撃してくるようになった。
魔宮門ババーン
魂を売った者に力を与える邪悪な扉の怪物。まこトンが魂を売り、さそりトンへとパワーアップを果たした。少なからずも言語能力を持っている。

### 2から登場
ウージー
地面を泳ぐことが出来るサメ。背ビレで存在が確認でき、パタポンを捕食しようと襲い掛かってくる。
ラッパパ
ウサギのモンスター。パタポンを見つけると逃げていく。
ペッコラ
ブリュン雪原のみに生息している毛むくじゃらな鹿のようなモンスター。攻撃してこないが、よろめかせる度に子供のペッコラコを出してくる。
ペッコラコ
ペッコラの子供。こちらも攻撃はしてこないが、ペッコラが倒されると涙を流してその場に立ち尽くす。
ババット
1つ目のコウモリ。黄色のビバット、赤色のドバットがいる。
フワラマタラ
雲海に潜む雲の魔人。凍結効果のある雲の輪を吐いたり、デコピン攻撃を与えてくる。
マタンゴ
巨大なキノコの怪物でブラックほしポンのペット。常に胞子をばら撒き、無尽蔵にマ族を召喚する。自身は岩を投げて攻撃する。
バババーン
ダークヒーローが呼び出した冥界の扉。ダークヒーローが魂を売り、不死身の力を得る。
「1」のババーンとの関連は不明だが、台詞はババーンと同じである。

### 3から登場
サイクロプス
ヘルメットをかぶり、棍棒を持った一つ目の巨人。パタポンが好物で見つけると岩を投げつけたり、棍棒で殴りつけてくる。まれに宝箱を投げつけて来ることがある。亜種として特徴的な兜を被った青色のヌッコロバスがいる。
ドラゴン
巨大な体を持つ四足歩行のドラゴン。誰かに飼われていたのか首に首輪がついている。広範囲のブレス攻撃が得意。氷のブレスを吐くアイスドラゴンや、毒のブレスを吐くダークドラゴンが亜種として存在。
サラマンダー
炎の精霊。倒すと高威力の自爆攻撃をしてくる。亜種として氷の力を持つアイスサラマンダーがいる。
ゴーレム
岩の塊が意思を持ち、動くようになったもの。巨大な腕で敵を殴りつける。亜種に氷の力を持つアイスゴーレムがいる。
フェンリル
獰猛な狼。常に腹を空かせており、パタポンに毒ブレスやで噛みつきでパタポンを食べようとする。亜種に広範囲の雷属性のブレスを放つ雷獅子ジャスティがいる。
トレント
樹木の怪物。着火させると頭と手に炎を上げて怒り、火の粉を放ってくる。植物なので火に弱く、雨が降っていると常にライフが回復する。亜種に木炭に生命が宿ったデス・トレントがいる。
デスデス
死者の魂を刈り取るために彷徨う死神。眠り効果のある吐息を吐いてパタポンを眠らせ、鎌で魂を抜き取ってしまう。亜種に巨大な刃の釜を持つ赤紫色のヌシデスがいる。
ドラゴンパピー
まだあどけなさが残るドラゴンの子供。引っかき攻撃やブレス攻撃をしてくるが、ブレスはまだ慣れてないためかうまく吐けないことが多い。亜種に竜神の子ヒュミットがいる。
バグバグ
脂肪に包まれた巨体を持つ悪魔。肉が刺さったフォークを武器として持ち、肉が無くなるとパタポンを1匹を串刺しにして肉に変えてしまう。亜種に緑色で逆立った髪を生やしたバルバグがいる。
ガーゴイル
大きな翼で飛行する事が出来る悪魔。ずる賢い性格で、宝箱を取れる少しの所で持ち去ったり、呪いをかけてくる。亜種に刺々しい体を持つガーゴルドがいる。

## ボスモンスター
パタポンシリーズはボスが豊富である。「1」「2」ではステージやヒーローモードで卵を選ぶだけで戦うことができ、倒すほどレベルが上がっていき、一筋縄ではいかなくなる。
「3」ではダンジョンの奥で邪悪に支配されたモンスターがボスとして立ちはだかる。クリアすると、そのボスを強化させたような新たなボスが、代わりにそのダンジョンのボスを務める。
稀にすこポンが見つけたりするが、尋常じゃない強さを持つ強敵揃いである。

### 1から登場
ドドンガ
恐竜をデフォルメした様な形状したパタポンシリーズの代表的なボス。顎突き上げや火吹きなどの攻撃を仕掛けてくる。パタポンでは必ずと言っていいほど序盤で相手をする相手である。「3」ではダウンロードコンテンツのみ登場。
マジドンガ
通常種より一回り大きいドドンガの亜種。体色は赤く、角が生えている。「2」からは咆哮が追加された。
ガイン
ロボットのような巨大なモンスター。目から広域に広がるビームを出したり、重々しい腕で殴りつけてくる。「3」では純潔の邪悪に支配される。
ドガイン
ガインより少し大きくなったガインの亜種。角も生えた。「2」からはボディプレス攻撃が追加された。
ザックネル
大きい青虫のようなモンスター。火を噴いたり地震を起こしたりする。
ドカクネル
緑色のザックネルの亜種。「2」でローラー攻撃が追加された。
シュクル
肉食植物のモンスター。身体に生えた三本のツタで攻撃し、怯ませると眠り効果のある胞子を放つ。「1」ではカルマのペットとして飼われている。3では誠実の邪悪に支配される。
シュシュクル
体が少し大きいシュクルの亜種。青色で少しもさっとしている。
チョッキンナ
茶色の体色の巨大ガニ。ハサミでつかんで投げる攻撃は即死技。3では自制の邪悪に支配される。
チョッキング
チョッキンナよりも派手になり剣が刺さった亜種。泡に触れると即死する。
ゴルル
カルマが契約した凶悪な悪魔。「1」のラスボス。手から放たれる光弾やパタポンを捕まえて即死級の落雷を浴びせる攻撃を行う。ある程度ダメージを与えると人型から獣型へと姿を変化させる。
「2」「3」でも戦うことができ、「2」ではヒーローモードでゴルルの卵を選ぶ、「3」ではすこポンが希に見つけた時に戦える。

### 2から登場
カッチンドンガ
2から登場。マジドンガよりさらに大きい究極のドドンガ。ドンガラ遺跡の天候が雪の時にのみ現れる。体色は水色っぽく、ブレスは氷。見た目も氷柱のように棘々しくなった。
ガルル
まこトンとマタンゴを倒されたブラックほしポンが呼び出したゴルルよりも強力な悪魔。ゴルルは使わなかった攻撃も持っており、人型では風起こし、獣型の状態では即死級の破壊光線が存在する。3では今まで登場したボスの中で唯一戦うことはできない。
マンボス
大きなマンモスのようなモンスター。初めは氷漬けの状態で、ある程度攻撃と氷が割れてダメージを与えられるようになる。
マンボロス
遺跡の守護者たる力を身につけたマンボスの原種。マンボスで使わなかった氷ブレスを使用する。
センチュラ
大きい蜘蛛型のモンスター。雨のミラクルで雨を降らさないと一切のダメージを与えられない。尻尾を鞭のように振り回したり、尾の先の針でパタポンを突き刺して体液をすするなどの攻撃をしてくる。
ダラチュラ
センチュラの上位種で、体色は濃い紫。
モーチッチチ
モーチッチ達の親玉。くちばしで突っつく攻撃や押しつぶしでこちらを攻撃してくる。逃走を図ると眠り効果のある放屁攻撃をしてくる。
フェニッチ
不死鳥のように燃えるような体毛を持つモーチッチチ。モーチッチチでは使わなかった身体を回転させて竜巻を発生させる技を使用する。
キャノギアス
城がついた機械仕掛けのモンスター。機銃で掃射したり爆弾を吐いてきたりする。「3」では正義の邪悪に支配される。
ギャノディアス
キャノギアスより。少し大きく体色が青くなった上位種。中でも「超・死滅砲」は強力で回避しないとパタポンが一瞬で全滅してしまう。
デッタンカーメン
「2」のラスボスでオーメン・カーメンが不死身の肉体を手に入れるために契約した悪魔。獣モードで攻撃を仕掛け、人型モードに変形するとパタポンを1匹捕まえ、焼いて食べてしまう。「3」ではボスとして登場し、不屈の邪悪に支配されている。
ズッタンカーメン
デッタンカーメンの上位種。人型に変形すると隕石を無数に落とす技を使ってくる。

### 3から登場
たたりドドンガ
通常のドドンガに比べ、体のあちこちに傷がある禍々しい雰囲気を漂わせるドドンガ。勇気の邪悪に支配されている。
ギガンテス
鎧を着た巨人。とても体が大きく、体力を減らさないとこちらに気付かない。踏みつけなど巨体を生かした攻撃をしてくる。
ギガンテキング
ギガンテスの王。王冠をかぶっている。
テランデス
ダウンロードコンテンツで追加されたギガンテスの最上位種。斧を持っており、その強さはギガンテスとは別格。
オグ
ファンギルが操縦する四足歩行の古代兵器。大砲から貫通するレーザーを発射してくる。
「ポン！コー！ツー！」の掛け声で起動する。
ダル
ファンギルが操縦する飛行機型古代兵器。無数のミサイルを放つ。
「パタ！コー！ツー！」の掛け声で起動する
アーク・パンダラ
「3」のラスボス。寛大の邪悪と六匹の邪悪によって箱から封印を解かれた。人型と箱型の2つの姿を駆使し、箱型の状態でダメージをある程度ダメージを与えると異空間に飛ばされ、巨大で禍々しい手のような姿へ変貌を遂げる。
ダーク・ポンドラ
黄色のアーク・パンダラの上位種。その他ステータスも高くなる。同じく倒すとエンディング。
ギーク・ドンゴラ
配信で追加された紺色のアーク・パンダラの最上位種でかなり強くなっている。DLCなので倒してもエンディングにならない。

## その他のキャラ

### 1からの登場
メデン
パタポン族の巫女。度々、ジゴトンやカーメンにさらわれるのがお約束となっている。
ジゴトン族
目が四角い種族でパタポン達のライバル。パタポン達と同じように、クラスが存在する。物語の終盤、女王カルマが悪魔ゴルルと契約した事で自身の魂を悪魔に売って力を得る者が続出してしまう。「2」でも登場し、超絶望というカーメン族の要塞を攻略するために戦車に乗り、パタポン達と協力する。
まこトン
ジゴトン族の兵士。監視塔で恋人のあいトンをパタポンに殺され、パタポンを憎むようになる。その後ゴーンを裏切り、ババーンに魂を売ったことでさそりトンにパワーアップするも、ババーンを破壊されたことで力を失い、死亡した。
「2」ではゴーンと同じく生き返り、ブラックほしポンのペットのダークヒーローとして戦う。命令してくるブラックに「コロスぞ!」と平気で暴言を言うなど忠誠心は皆無。最後の戦いではバババーンに魂を売った事で不死の力を手に入れるも、パタポンに敗れてしまう。その際記憶を取り戻し、「あいトン・・・・おれはいったいここでなにを・・」という台詞を残し再び死亡した。
カルマ
ジゴトン族の女王。蝶のような姿をしている。パタポンを全滅させるために悪魔ゴルルと契約し、強力な魔力を手にれた。
鷹の目ゴーン
ジゴトン軍の隊長格で、ヤギを模した兜を被っている。鎌を振り回して攻撃する。1でパタポン族が世界の果てに行くのを邪魔する。ドヨーン原野で最後の決着をつけようとするもまこトンの裏切りに遭い、戦死した。
「2」では復活を果たし、天の国アマッテラの大きなカミ様にパタポンを導くよう命令を受けパタポン族にミラクルを教えるなど協力的になった。
「3」では誠実の邪悪に支配されてしまい、がっつきビークスとしてパタポンの前に立ちはだかる。
くもトン
ジゴトン軍の魔将。カルマがパタポンを迎撃に向かわせ、魔戦車ズガガングと共にパタポンと交戦する。
くわがっトン
クワガタの兜を被ったジゴトン軍のパワーファイター。
ほしポン
星のような姿をしたパタポン。陽気な性格で子供っぽい。ピーチクに飲み込まれており、助けられたお礼に「黒い星」をくれる。

### 2からの登場
ヒーローパタポン
マスクを着けたパタポン族の戦士。かつて、オーメン・カーメンにそそのかされて世界の中心にあったタマゴを割り、世界をばらばらにした罪で岩の下敷きにされていた。はたポントン・チン・カンの3人に救出され、パタポン軍に加わる。
「3」では箱に封じ込まれていた邪悪を解放して、他のパタポン達と共に石になってしまうが、英雄の移し身として生まれ変わる。
プリンセス
かつて栄えたパタポーラ王国の王妃。オーメン・カーメンの結婚を拒み、卵の中に身を隠していた。
カーメン
葉っぱのような面をつけた種族。パタポンを根っから恨んでいる。パタポン達と同じように、クラスが存在する。
三神将
カーメンの中でも非常に高い戦闘力を持つカーメン族の幹部。力押しで物事を進めようとする盾の神将ノーメン、冷徹な性格の槍の神将キーメン、カーメン族の参謀の杖の神将フックメンの3人で構成されている。
オーメン・カーメン
カーメン族の首領。カーメンやパタポン離れした長い腕を持ち、四本の長いツノを生やした仮面を被っている。関西弁で喋る。かつてヒーローパタポンを言葉巧みにそそのかして、タマゴを割らせた張本人。
プリンセスを愛していたものも彼女から拒絶され、更にパタポンばかりが神様の加護を受けている事を恨み、デッタンカーメンと契約して呪いのマスクと不死身の肉体を手入れる。
マ族
魔界からやってきた種族。語尾に「マ」をつける。パタポン達と同じようにクラスが存在する。
ブラックほしポン
マ族と共にやってきた魔王のしもべ。子供っぽいが、非常に残忍な性格。

### 3からの登場
シルバーほしポン
七匹の邪悪にと共に封印されていたほしポンの先祖。パタポンが封印を解いてしまった七匹の邪悪に対抗する為に、ヒーローパタポンとパタポンズを英雄の灰で復活させた。クエストに対してアドバイスをくれる。
しゃかポン
御釈迦様のようなパタポン。ヒーローの前に現れ、彼にショカーンに必要なやり神の経を授ける。
メカほしポン
古代に作られた機械生命体。古代兵器を起動させる鍵で、ビークスに捕まっていた。

#### ダークヒーロー
邪悪に支配され、ヒーローとパタポンズの前に立ち塞がる悪のヒーロー。全員、記憶を無くしている。
エンディングの選択肢によって、クリア後で遊べるダークヒーローモードで彼らを使用する事ができる。ただし、マルチでの対戦のみでしか使用できない。
ぶちぎれファンギル
勇気の邪悪に支配されたダークヒーロー。非常に短気で常に怒りを感じており、ヒーローに対抗心を燃やしている。しかし、体調を崩したフィーナの身を案じたり、ヒーローに対し有利な事をぽろっと口を滑らしてしまう一面も。ダークヒーローの中でも一番の常識人でツッコミ役。
ヒーロー技は高速でワンツーパンチで繰り出す「ドリルパンチ」。モチーフはオオカミ。
みだらなフィーナ
純潔の邪悪に支配されたダークヒーロー。常の色気を振りまきながら、ふしだらな捉えられるような言動を行ってくるダークヒーローの紅一点。他人を誘惑して、苦しめる事に快感を覚えるサディスティックな性格。ヒーローの事を想っており、気遣いや手助けをしてくれる。
ヒーロー技は凍結させる長槍を投げる「プリーズフリーズ」。モチーフはマーメイド。
ある人物がダークヒーロー化してしまった姿であり、ある条件を満たせば彼女の正体を知ることができる。
たかPソナッチ
正義の邪悪に支配されたダークヒーロー。自らを天才と自称する自信家なナルシストだが、ダークヒーローの作戦参謀。何事にも面白い展開を好み、それを見るため高みから見物している。
ヒーロー技は毒や眠り効果のある音波を大量に放つ「キルソニック」。モチーフはコウモリ。
がっつきビークス
誠実の邪悪に支配されたダークヒーロー。物欲に支配されていてよくばり。珍しいものを「レアもの」と称して片っ端からコレクションしているが、レアもの対しての欲望は底を尽きることを知らない。レアものを横取りする者はたとえ仲間であっても容赦無く始末しようとする。
ヒーロー技は鎌を回転させて、巨大な竜巻を起こす「ゴントルネード」。モチーフはカラス。
その正体はゴーンであり、誠実の邪悪にそそのかされてダークヒーローと化していた。
おおぐいバズズー
自制の邪悪に支配されたダークヒーロー。ダークヒーローだが正々堂々とした勝負を好み、曲がった事が嫌いな武人。食に強欲で、腹が満たされても食べ続けてしまう。愛馬である最強の馬ポンテイオーと最強の武具を揃え、戦う事に最高の喜びを感じている。
ヒーロー技は炎の蝿を生み出して、ミサイルのように発射する「バーンニンフライ」。モチーフは蝿。
ぐうたらカラパシ
不屈の邪悪に支配されたダークヒーロー。ぐうたらな面倒くさがり屋で、どんな事にも面倒臭さを感じるほどの筋金入り。立っているのも面倒で自分の甲羅に収まっていることが多い。ダークヒーローの中でも最年長であるが、決して弱いということはない。
ヒーロー技は亀の甲羅型のバリアを発生させる「アンチマジーク」。モチーフは亀。
やきもちコイール
寛大に邪悪に支配されたダークヒーロー。嫉妬深くやきもち焼きのオネェ。ダークヒーローのリーダー格で彼が現れただけでその場が引き締まり、他のダークヒーロー達からは恐れられつつも尊敬されている。ソナッチとは父子の関係である。
ヒーロー技は強力な砲撃を2発放つ「ダブルッパパン」。モチーフは蛇。
七匹の邪悪
大昔に悪行の限りを尽くし、箱に封じ込められていた存在。パタポン達が封印を解いた事で復活を果たし、パタポン達を石に変えた。それぞれ、赤く変化した部位が存在している。(正義の邪悪は口、純潔の邪悪は鼻、正義の邪悪は耳、誠実の邪悪は目、自制の邪悪は触覚、不屈の邪悪は角、寛大の邪悪は尻尾)
ほねデス
今までの種族の代わりにパタポンズの前に立ちふさがる敵。骸骨のような顔を持ち、語尾に「デス」とつけて喋る。

## パタプーカと天才パタポン
パタプーカとはパタポリスに存在する、巨大な精霊のことで、パタプーカとは天才パタポンのみがコミュニケーションを取ることができる。
パタプーカたちは悩みを持っていて、その悩みをミニゲームで解決することでアイテムを受け取ることが出来る。
パタプーカは「1」では5体、「2」では前作のも含めた7体が存在する。
なお、「3」にはミニゲームは存在しない。

### 1からのミニゲーム
パン・ぱかポンとウッボ・ボンの踊り
頭がかゆいと悩まされている大木のウッボ・ボンの歌を聴き、そのリズム通りにパン・ぱかポンを演奏させる。うまくいくとウッボ・ボンふさふさの頭からアイテムを落としてくれる。
ファ・ざくポンとポップ・ビーンの農作業
肌のノリが不調の豆の木のポップ・ビーンを世話するため、流れてくる音符がきたら○ボタンを押してファ・ざくポンが彼女を世話するのを手伝う。最後の野菜キャッチは音を聞いてタイミングよくキャッチする。
コン・きんポンとガラゴロ・ヤッホの演奏会
遊んで欲しいとせがむ大きな岩の子供ガラゴロ・ヤッホが奏でる指の音とを覚え、その通りにコン・きんポンが指をスプーンで叩いていく。遊んでくれたお礼にガラゴロ・ヤッホからは涙から出た石や鉄を貰える。
ラ・がしゃポンとグツグツ・ペロンの料理
美味い料理が食べたいという鍋のグツグツ・ペロンが投げる食材を投げた通りにラ・がしゃポンが切っていく。最後は半拍で食材を投げてくるため注意が必要。ゲームが終わると食べさせてくれたお礼にとシチューをくれる。
トン・かんポンとブッシュ・シュシュの鍛冶
金床のブッシュ・シュシュと上質な鋼を作るため、彼が吹いたフイゴの音と同じリズムでトン・かんポンが鉄を叩いていく。成功すると鋼が完成するが、失敗するとその素材は無くなってしまう。
Level2からのミースリル、アダマンマンという鉱石からは、それぞれ神、悪魔の武具が入手できる。

### 2からのミニゲーム
シュラバ・やポンとクルール・ベルルのダンスレッスン
流れてきた音符の通りにシュラバ・やポンが指揮し、ベルの少女クルール・ベルルを踊らせる。最後の連打は連打した分だけチャリンを受け取ることができる。
ツン・つんポン/ツク・つくポンとウップ・シュゴゴアの錬金術
兄弟のツン・つんポンとツク・つくポンが流れてくる音符に合わせ、錬金術道具の老人ウップ・シュゴゴアをつついて、不思議な水を作っていく。

## その他
- 続編の「2」では、「1」のデータを引き継ぐことが可能。引き継がれるのは一部の武具と素材アイテム。「2」ではギョロきゃべつ以外の野菜が中盤以降にならないと手に入りにくい為、「1」で多めに集めて引き継ぐ事が推奨されている。
- 「2」の携帯用公式サイトでは、テレビCM用のBGMが着歌として期間限定のダウンロード配信されている。
- 「2」の続編の「3」では、体験版か「2」のデータを引き継ぎ可能。一部の武具、アイテムは共通だが、「2」からの引き継ぎのみ、特別な武具が手に入る。